# Galonový stávek

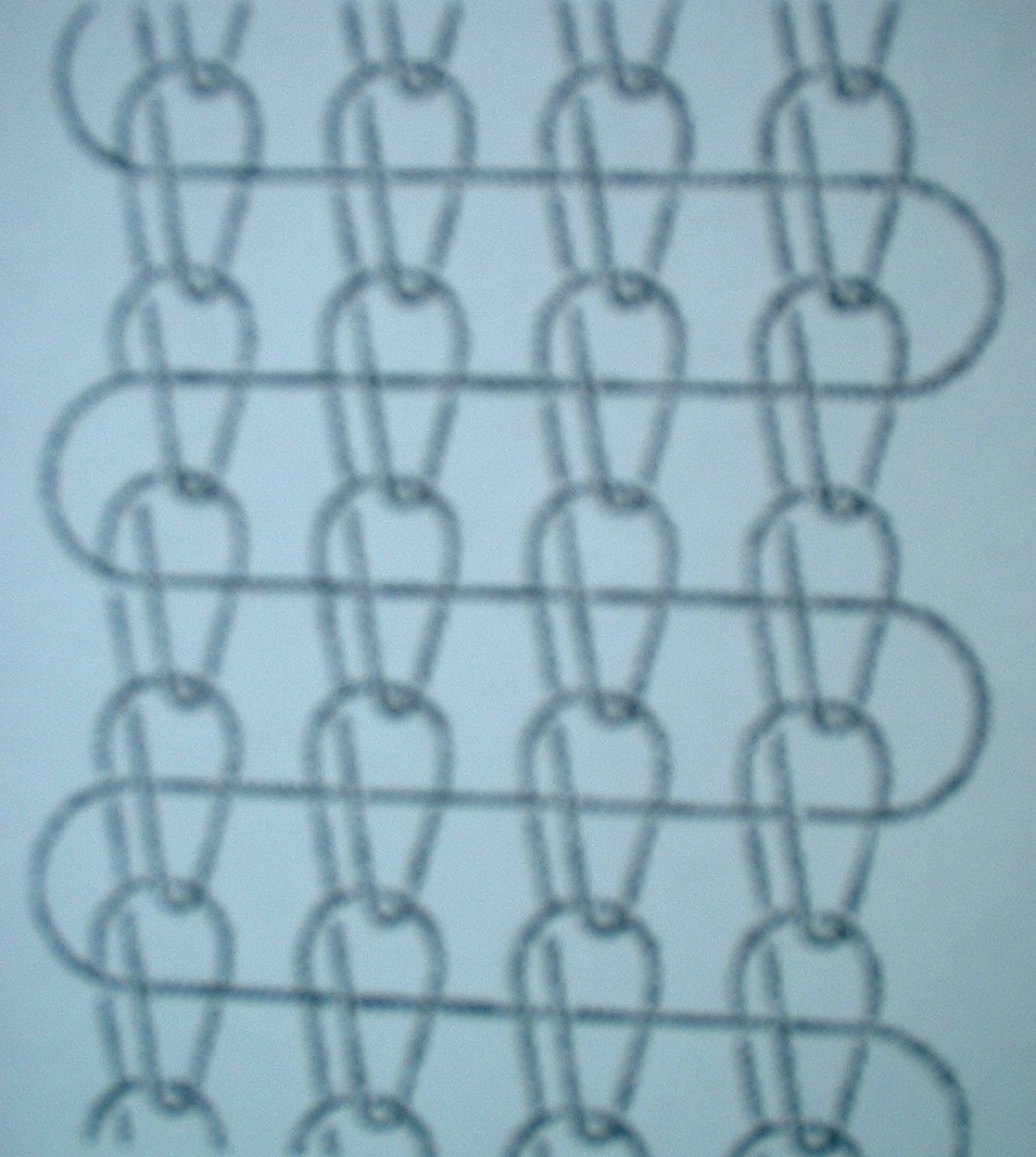
Struktura textilie háčkované na galonovém stroji

Galonový stávek (angl.: knitting crochet machine, něm.: Häkelgalonmaschine) je osnovní pletací stroj se zařízením k zanášení útku. 
Galonový stávek napodobuje háčkování, proto se mu také říká (např. v němčině) háčkovací stroj. Na stávku se zhotovují plošné textilie stuhového tvaru v šířkách cca 5-100 mm. Na tomto sektoru se stávek prosadil i v konkurenci k vysoce výkonným rašlům, protože je poměrně jednoduše konstruovaný, použitelný pro všechny druhy přízí a dá se velmi rychle přizpůsobit změnám výrobních zakázek.  Stroje se začaly vyrábět koncem 80. let 19. století. 
Původním francouzským výrazem galon (=lampas nebo lemovka) se někdy souhrnně označují textilie zhotovené na galonovém stávku. Podle některých historiků se první galony vyráběly splétáním (nejstarší dochované exempláře pocházejí ze 17. století), ruční výroba byla v 19. století zčásti nahrazena „paličkováním“ na bobinetech.
Toto označení se však používá také pro lesklé lampasy na kalhotách k frakům a smokingům (ty ovšem nejsou háčkované, ale tkané, většinou z hedvábí v atlasové vazbě).

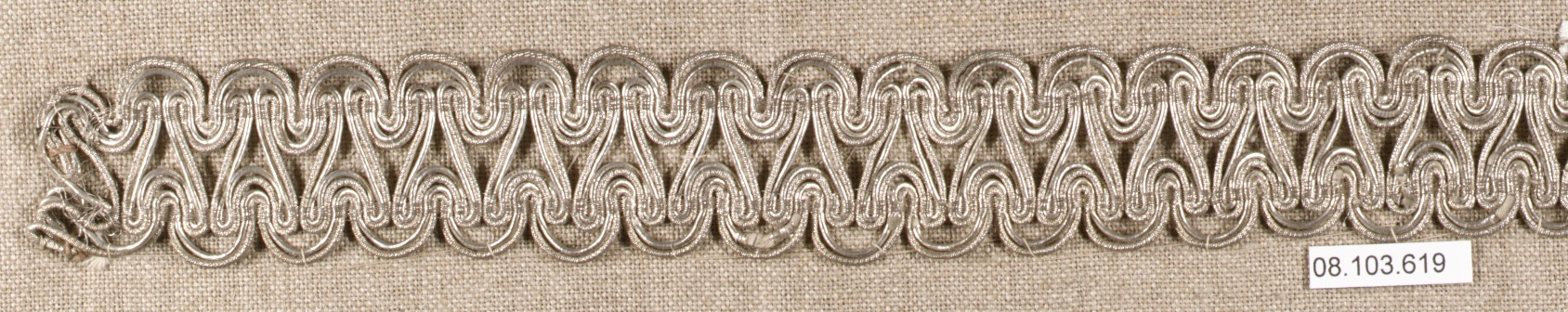
Galon z kovové příze (z Francie nebo Itálie 17. století)

## Princip práce stroje
Speciální pletací jehly zvané karabinové nebo háčkovací, jsou upevněny ve vodorovné liště, která se pohybuje tak, že během každé obrátky stroje se jehly střídavě přibližují a oddalují od oušek kladecích jehel. Kladecí jehly vytváří v té době z jednotlivých osnovních nití kolem pletacích jehel kličky, které se spojují jako očka do sloupce ve tvaru uzavřené řetízkové vazby.
Kolmo shora k pletacím jehlám je umístěno na tyčích kladecí zařízení, které v patřičném okamžiku pokládá útkovou nit do otevřených kliček po celé šířce osnovy. Útek tak po uzavření oček spojuje jednotlivé řetízky, ale netvoří s osnovou společnou vazbu (jak se to děje např. při tkaní stuh).

## Konstrukce stroje
Stroje se staví většinou s pracovní šířkou do 800 mm, po které se vede maximálně 300 osnovních niti (odvíjených zpravidla z cívek) ve 4 až 20 pásech. Pletací jehly mají jemnost cca 4-8 / cm.
Podávání útku je řízeno přes pohyblivou tyč probíhající po celé pracovní šíři stroje nad pletacími jehlami. Tyč přivádí ke každému osnovnímu pásu kladecí jehlu, kterou prochází útková nit. Stávky bývají vybaveny 4-8 podávacími zařízeními, ve zvláštních případech až 20. 
V závislosti na různých faktorech pracují galonové stávky s 200-1500 obrátkami za minutu. 

## Přídavná zařízení
- Zařízení k zanášení útku se také používá ke zhotovování třásní. Útková nit se uchytí třemi nebo více očky pleteniny, zatímco je vedle osnovy držena zvláštní svorkou. V této poloze se může z niti zhotovit stáčením zakroucená třáseň a stříhat na libovolnou délku (zpravidla maxim. 14 cm)

- Podobně jako útek se dá na galonovém stávku zanášet tzv. stojitá nit. Ta se přivádí tzv. zrcadlovým obracečem (něm.: Spiegelwendeeinrichtung), pokládá mezi sloupky vazby pleteniny kolmo k útkovým nitím, které ji „obetkávají“.

- Splétací zařízení sestává z lišty (srážecího plechu) s vodičem niti umístěné pod kladecími jehlami. Vodič může vykonávat postranní pohyb a tak splétat zvláštní kličky, ze kterých se tvoří např. ozdobné prýmky (snímek vpravo).

- Ke speciálním nástrojům patří špičaté jehly „marabu“ umístěné mezi vodiči útkových nití. Zařízení se používá k výrobě smyčkových plyšů z útkových nití.
- Tzv. ulitové jehly se kombinují se zvláštní kladecí jehlou při zhotovení ornamentů ve tvaru hlemýždí ulity.

## Použití galonových strojů
Na galonových stávcích se dají zpracovávat staplové, filamentové, efektní, tuhé nebo elastické příze z prakticky všech druhů textilních vláken. Moderní stroje jsou většinou specializované např. na stužky lemované krajkou, leonské prýmky, elastické pásy, třásně, hadovky, lampasy, bordury atd.
Technické textilie se dají vyrábět z velmi hrubých  útkových nití nebo rovingů kladených kolmo nebo diagonálně k osnově. 
Rozsah výroby galonových stávků není veřejně známy. Podrobná analýza světového trhu s těmito stroji ve 2. dekádě 21. století se dá zakoupit např. za 4 900 USD. Podle způsobu použití a konstrukčního zaměření jsou tam stroje rozděleny na typy: elastické a tuhé galony, krajky a stuhy, zpracování efektních přízí, stávky s trubičkovou jehlou,  stávky na pletení roletových vzorů (blind ladder).